# De Vierde Dimensie (boek)
The Fourth Dimension (Nederlands: De Vierde Dimensie) is een in 1984 gepubliceerd boek geschreven door Rudy Rucker, een hoogleraar in de wiskunde en computerwetenschappen. Hij doceerde aan diverse universiteiten, voor het laatst aan de San José State University voordat hij met pensioen ging en zich toelegde op het schrijven van zowel fictie als non-fictie.
Met het boek maakt hij aan de hand van illustraties en veel referenties naar Platland de fysieke vierde dimensie interpreteerbaar en begrijpelijk. Hij trekt de bol uit Platland die zich introduceert aan een vierkant door naar de vierde dimensie aan de hand van een hyperkubus.